# 迪克·沃夫
李察·安東尼·沃夫（英語：Richard Anthony Wolf，1946年12月20日—）是一名美國男編劇、導演、製片人和作家，最著名的是電視劇《法網遊龍》系列的創作者和執行製片人；該劇於1990年代開播並推出了多部衍生作品。自2012年起，他還創作了《芝加哥》系列。沃夫的成就為自己贏得諸多獎項，包括艾美獎及好萊塢星光大道的星形獎章。

## 早期生活
迪克·沃夫出生於紐約州紐約市。他的母親瑪莉·G（Marie G.）的娘家姓為蓋夫尼（Gaffney），是名家庭主婦；而父親喬治·沃夫（George Wolf）則是廣告主管。他的父親是猶太人，母親是天主教的愛爾蘭裔。

## 外部連結
- 迪克·沃夫在互联网电影资料库（IMDb）上的資料（英文）